# Association of Chess Professionals
Association of Chess Professionals (ACP) é uma organização voltada para a proteção aos direitos dos enxadristas e a prática e a promoção do enxadrismo em todo o mundo.